# Wettex

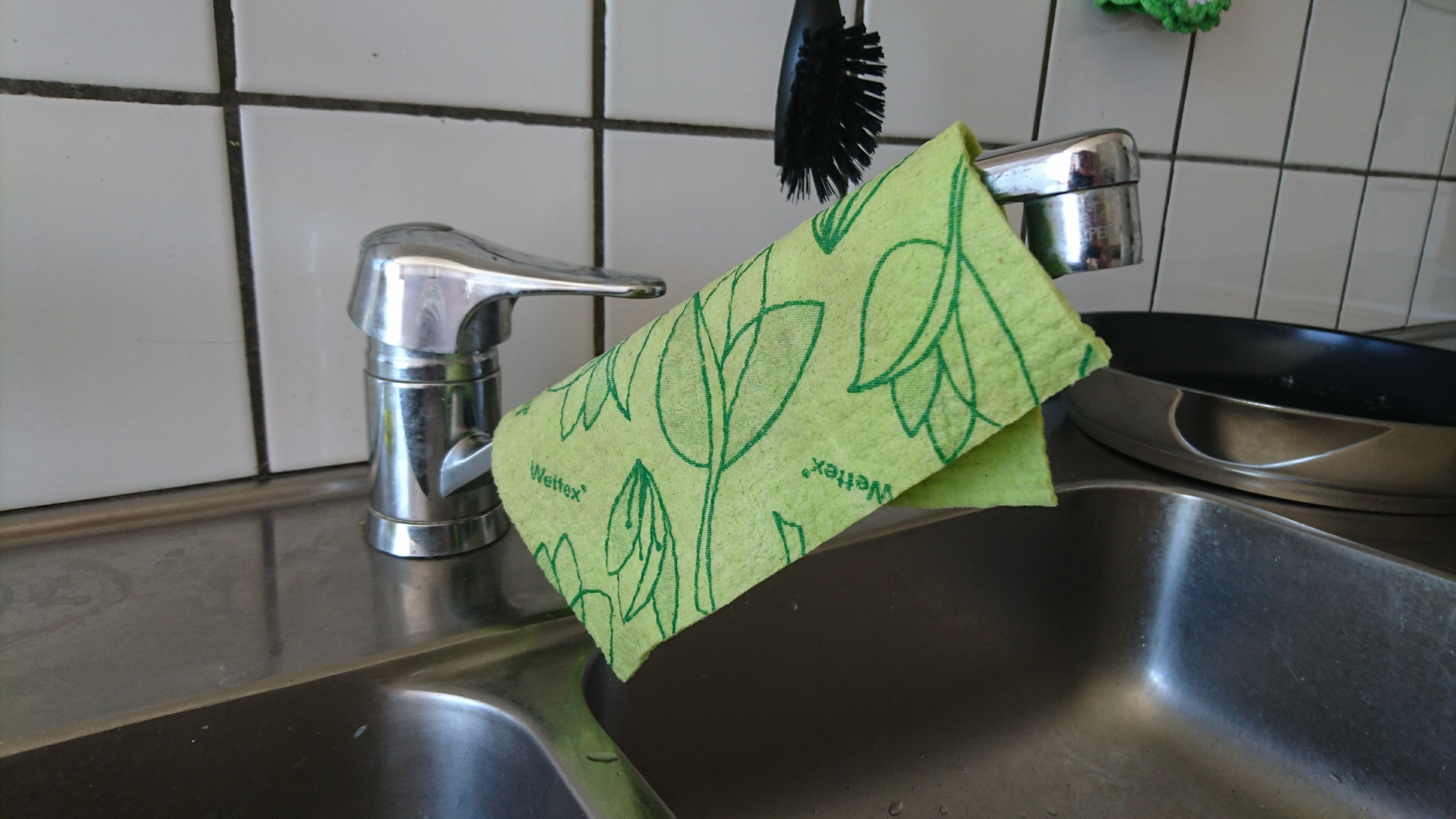
Wettex, über einem Wasserhahn hängend.

Wettex ist der Markenname eines kompostierbaren Schwammtuchs, welches zum Reinigen von Oberflächen eingesetzt wird. Es besteht aus Cellulose, welche mit Baumwollfasern verstärkt wurde. Neben den natürlichen Bestandteilen zeichnet sich das Putzutensil durch hohe Saugfähigkeit, vielfache Einsetzbarkeit sowie hochgradige Waschbarkeit aus. Es wurde 1949 vom schwedischen Ingenieur Curt Lindquist erfunden. Die Erzeugung erfolgt seit 1990 durch Freudenberg & Co. KG bzw. deren Tochterfirma, Freudenberg Home and Cleaning Solutions AG, wobei der Verkauf über die zugehörige Vertriebsgesellschaft Vileda erfolgt.

## Geschichte
Aufgrund der erfolgreichen Entwicklung einer cellulosebasierten Wursthaut erhielt der Bauingenieur Curt Lindquist über die schwedische Konsumgenossenschaft (Kooperativa Förbundet) eine Anstellung in der Nordisk Silkecellulosa AB (dt. AG). Bereits 1942 stieg er zum Geschäftsführer der Firma auf. 1949 entwickelte Lindquist das Schwammtuch als Alternative zu herkömmlichen Putztüchern. Durch seine berufliche Tätigkeit hatte er Cellulose-Schwämme zur Verfügung, mit welchen er mit dem Ziel der Erzeugung saugstarker und leicht handzuhabender Putzlappen privat experimentierte. Er presste die Schwämme durch einen Fleischwolf und stellte aus dem entstandenen Brei die ersten Varianten von Schwammtüchern her. Diese Prototypen wurden später in seinem Unternehmen zu marktfähigen Fabrikaten weiterentwickelt. Der Produktname geht auf Lindquists Ehefrau Margaretha zurück, die für die Bezeichnung die englischen Wörter „wet“ und „textile“ zusammenfügte.
Wettex wird seit seiner Erfindung durchgehend in Norrköping hergestellt. 1990 verkaufte die schwedische Konsumgenossenschaft das Unternehmen an die Freudenberg & Co. KG. Der Bezug des Textilzellstoffes erfolgt zu Teilen über die schwedische Forstgenossenschaft Södra (Södra Skogsägarna).

## Design

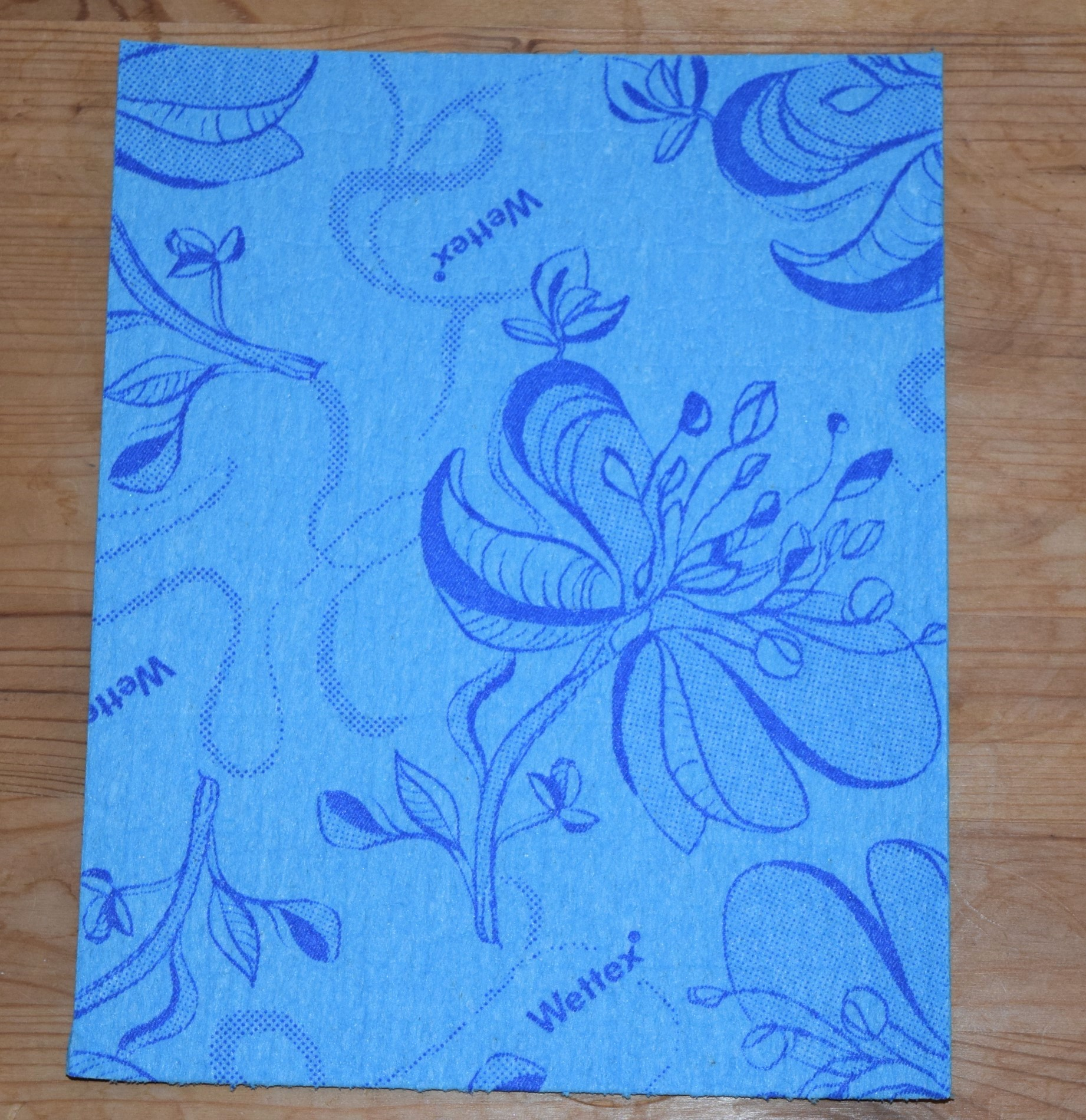
Wettex in trockener Form.

Wettex wurde, besonders in Schweden, seit den späten 1990er Jahren zu einem beliebten Designobjekt. Auslöser hierfür war ein Ausstellungsprojekt von Synnöve Mork, welches das Interesse an Re-Designs und Siebdrucken von Schwammtüchern anregte. Die Herstellerfirma von Wettex engagiert hierfür In-House-Designern, um sowohl das Standardprodukt als auch diverse limitierte Editionen zu entwickeln.
2015 erschien ein „kitchen table book“ im Schwammtuch-Format, welches von zwei Schwedinnen, Åsa Kax Ideberg und Anna-Karin Murén, verfasst wurde. Die Publikation erschien in Schwedisch und Englisch, letztere Ausgabe trägt den Titel “Dearest Sponge Cloth. The story of an invention from Sweden”. Darin beschäftigen sich die Autorinnen neben der Entwicklungsgeschichte des Wettex auch besonders mit verschiedenen Designs und Designern des Schwammtuchs. Das Buch wurde im Dezember 2015 im Stadtmuseum von Norrköping, dem Produktionsstandort, inklusive Podiumsdiskussion und Mini-Ausstellung präsentiert.

## Nachhaltigkeit und Müllverwertung
Die Herstellerfirma von Wettex setzt bei Produktion und Marketing auf Nachhaltigkeit. Auf den handelsüblichen Verpackungen befinden sich Hinweise zu den biologisch abbaubaren Bestandteilen sowie Waschhinweise für Hygiene und Pflege des Mehrweg-Produkts. Die mögliche Entsorgung durch Kompostierung wird hervorgehoben. Diese Art der Müllverwertung ist eine Eigenschaft der meisten Schwammtuchprodukte – auch No-Name –, die aus einem Cellulose-Baumwolle-Gemisch erzeugt werden.

## Verbreitung
Die Marke Wettex ist laut der Vertriebsgesellschaft marktführend im Bereich Schwammtücher in Nordeuropa, Österreich und Griechenland. In Australien wird Wettex mit dem Zusatz „the original european sponge cloth“ vermarktet. Der globale Absatzmarkt von Wettex erreichte neben den USA mittlerweile auch Japan, wo Schwammtücher wegen ihres Designs favorisiert und vielfältig eingesetzt werden. In Südkorea wird die Marke derzeit etabliert und soll voraussichtlich auch in anderen südostasiatischen Länder verbreitet werden.

## Begriffsverwendung in Österreich
Wettex ist ein geschützter Markenname, welcher in Österreich zudem Eingang in die Umgangssprache fand. Diesbezüglich werden nicht nur originale Markenartikel, sondern generell Schwamm- und Spültücher mit dem Begriff bezeichnet. Die Verwendung als Deonym für diverse Putztextilien in Österreich ist ein Beispiel für wirtschaftliche Einflüsse auf Austriazismen.
Bezüglich der Artikelbestimmung von Wettex finden sich zwei zulässige Schreibweisen im Duden (2018): Substantiv, Neutrum, oder Substantiv, maskulin.